# Модильяни (фильм)
«Модильяни» (англ. Modigliani) — биографическая драма режиссёра Мика Дэвиса, повествующая о жизни и творчестве известного художника начала XX века Амедео Модильяни. Главную роль исполняет Энди Гарсия.

## Сюжет
Действие фильма разворачивается в Париже 1919 года. Совсем недавно закончилась Первая мировая война, и жизнь ночного Парижа снова полна страсти и неконтролируемых опасных желаний. В этом водовороте выделяется кафе «Ротонда», являющееся своего рода «штаб-квартирой» художественной элиты не только Парижа, но и всей Европы — его завсегдатаями являются Пабло Пикассо, Диего Ривера, Жан Кокто, Хаим Сутин, Морис Утрилло и Амедео Модильяни.
Фильм повествует об отчаянном и жестоком соперничестве между Модильяни и Пикассо. Пикассо уже купается в лучах славы, в то время, как Модильяни — бунтарь, пылкий любовник и горький пьяница — ещё практически никому не известен. Поэтому когда в кафе объявляется сенсационный художественный конкурс, Пикассо и Модильяни также решают участвовать в нём. Однако не только соперничество с Пикассо толкает Модильяни к участию в состязании — для него это редкий шанс стать богатым и знаменитым. Его страстная любовь к юной красавице Жанне Эбютерн уже потрясла артистический мир, и бедность Амедео сильно ухудшает его и без того сложные отношения с родными Жанны.
В решающую ночь перед состязанием участники пишут свои картины, которые по условиям конкурса должны будут представить на суд публики. Пишет свою картину и Модильяни. Его работа объявляется лучшей, но сам Модильяни на конкурс не явился, задержавшись в баре. Когда Модильяни, наконец, вспоминает о том, что должен быть на состязании, он уходит не оплатив счёт. Два парня, работавших в баре, избивают его и, не обнаружив деньги, бросают умирать на улице. Модильяни добирается до дома, Жанна и его друзья отправляют Модильяни в госпиталь, где он умирает. Жанна от горя кончает жизнь самоубийством, находясь на девятом месяце беременности. Фильм заканчивается сценой двойных похорон, на которые пришёл и Пикассо.

## В ролях
| Актёр              | Роль                         |
| ------------------ | ---------------------------- |
| Энди Гарсия        | Амедео Модильяни             |
| Эльза Зильберштейн | Жанна Эбютерн                |
| Омид Джалили       | Пабло Пикассо                |
| Ипполит Жирардо    | Морис Утрилло                |
| Лэнс Хенриксен     | Фостер Кане                  |
| Ева Герцигова      | Ольга Хохлова (жена Пикассо) |
| Мириам Маргулис    | Гертруда Стайн               |
| Сьюзи Эми          | Беатрис Гастингс             |
| Удо Кир            | Макс Жакоб                   |
| Питер Капальди     | Жан Кокто                    |
| Дан Астиленю       | Диего Ривера                 |
| Стефан Римкус      | Хаим Сутин                   |
| Георге Иваску      | Моисей Кислинг               |
| Луис Хильер        | Леопольд Зборовский          |
| Беатрис Чириак     | Фрида Кало                   |
| Теодор Данетти     | Пьер-Огюст Ренуар            |
| Ион Симиние        | Клод Моне                    |
| Мария Ротару       | Берта Вейль                  |
| Джим Картер        | отец Жанны Эбютерн           |
| Лоредана Гроза     | эпизод                       |